# Carl Albert Joakim Seberg
Carl Albert Joakim Seberg, född den 23 februari 1849 i Lund, död den 9 oktober 1908 i Stockholm, var en svensk tidningsman, måg till prosten Henrik Schönbeck.
Seberg avlade 1868 mogenhetsexamen i Helsingborg, genomgick sedan Teknologiska institutet, varefter han som utexaminerad civilingenjör ägnade sig åt industrin, särskilt anläggningen av trämassefabriker, och var verksam såväl i Sverige som i England, Frankrike, Tyskland och Österrike. Åren 1877-79 var han vikarierande överlärare i maskinkonstruktion vid Stockholms slöjdskola. Under sina utrikes vistelser hade han sänt "Dagens nyheter" resebrev, vilkas sakinnehåll och stilistiska elegans väckt uppmärksamhet. Han var tidningens korrespondent från världsutställningen i Paris sommaren 1878 och inträdde samma år som fast medarbetare på den politiska avdelningen i redaktionen. "Mångsidiga, gedigna kunskaper och flytande, ironiskt färgad stil kännetecknade hans tidningsmannaskap", heter det i Nordisk familjebok.